# Zeman (šlechtic)
Zeman je označení nižšího šlechtice v českých zemích, Polsku a Uhrách, pro které se užívá v mezinárodním kontextu výraz džentry.

## Zemané v českých zemích
Původ slova ukazuje na vztah k zemi, tj. k vlastnictví půdy. Ještě počátkem 14. století bylo zeman či zeměnín (podobně jako vladyka) označením šlechty jako celku. Později se význam posunul k obecnému pojmenování příslušníka nižší šlechty, popř. v Čechách úžeji k nižšímu šlechtici, který sídlil na venkovském dvoře a na rozdíl od rytíře – bojovníka se živil hospodařením na své půdě či ve vrchnostenské správě. V rámci nižší šlechty byl zeman někdy odlišován od vladyky, který se uplatňoval spíše v soudnictví nebo vojenské službě, ale častěji jsou obě pojmenování zaměňována. Zeman i vladyka byli ve stavovské hierarchii na nižší úrovni než rytíř. Na Moravě byl termín zeman déle označením nižší šlechty jako celku, v Čechách převládlo pojmenování vladyka (vladycký stav).
Od 16. století se v zemích Koruny české již rozlišovaly pouze dva stavy, stav panský (vyšší šlechta) a stav rytířský. Vrstva zemanů či vladyků postupně vplynula do pevně ustaveného rytířského stavu. Později slábla a stávala se klientelou bohatých panských rodů nebo se stěhovala do měst. Označení zeman ztratilo formálně právní význam, přetrvávalo však v běžném jazyce nejen v 16., ale i v 17. století. [zdroj?]